# Chainsmoker
Chainsmoker är en tysk kortfilm från 1997 i regi av Maria von Heland. I rollerna ses bland andra Amanda Ooms, Helmuth Meier och Gertie Honeck.

## Handling
När en kvinna stiger ur duschen upptäcker hon att hennes cigaretter har tagit slut. Hon beger sig ut för att köpa nya, men lyckas då låsa sig ute. En kedja av egendomliga händelser följer som slutar med att en man med stulna cigaretter tar sig in i hennes lägenhet varpå kvinnan kommer in igen.

## Rollista (urval)
- Amanda Ooms – kedjerökare
- Gertie Honeck – kvinna i taxi
- Helmuth Meier – taxichaufför
- Bill Sage – yuppie

## Om filmen
Chainsmoker producerades av Judy Tossell för Tossell Pictures och Pandaemonium Film. Manus skrevs av Britta Krause och von Heland. 1997 nominerades filmen i kortfilmskategorin vid Montréals filmfestival, dock utan vinna. 1998 belönades den med pris vid filmfestivaler i Indien, Polen, Ungern och Tyskland.